# Scream Queens
Scream Queens is een Amerikaanse televisieserie bedacht door Ryan Murphy, Brad Falchuk en Ian Brennan. De serie werd voor het eerst uitgezonden in de Verenigde Staten op 22 september 2015 op Fox. De Nederlandse première was op 15 december 2015 op Fox Nederland. In Vlaanderen startte de reeks op 15 januari 2018 op Q2.

## Rolverdeling

### Hoofdrollen
- Emma Roberts - Chanel Oberlin
- Skyler Samuels - Grace Gardner
- Lea Michele - Hester Ulrich / Chanel #6
- Glen Powell - Chad Radwell
- Diego Boneta - Pete Martinez
- Abigail Breslin - Libby Putney / Chanel #5
- Keke Palmer - Zayday Williams
- Nasim Pedrad - Gigi Caldwell / Jess Meyer
- Lucien Laviscount - Earl Grey
- Oliver Hudson - Wes Gardner
- Billie Lourd - Sadie Swenson / Chanel #3
- Jamie Lee Curtis - Decaan Cathy Munsch

### Speciale gastrollen
- Ariana Grande - Sonya Herfmann / Chanel #2
- Nick Jonas - Boone Clemens
- Niecy Nash - Denise Hemphill

### Terugkerende rollen
- Breezy Eslin - Jennifer / "Candle Vlogger"
- Jeanna Han - Sam / "Predatory Lez"
- Jan Hoag - Agatha Bean
- Evan Paley - Caulfield
- Aaron Rhodes - Roger
- Austin Rhodes - Dodger
- Anna Grace Barlow - Bethany Stevens / Mary Mulligan
- Grace Phipps - Mandy Greenwell
- Anna Margaret Collins - Coco
- McKaley Miller - Sophia Doyle
- Chelsea Ricketts - Amy
- Jim Klock - Detective Chisholm
- Deneen Tyler - Shondell Washington

### Gastrollen
- Whitney Meyer - Tiffany de Salle / "Deaf Taylor Swift"
- Brianne Howey - Melanie Dorkess
- Charisma Carpenter - Mrs. Herfmann
- Roger Bart - Dr. Herfmann
- Jennifer Aspen - Mandy Greenwell
- Tavi Gevinson - Feather McCarthy
- Philip Casnoff - Steven Munsch
- Patrick Schwarzenegger - Thad Radwell[5][6]
- Chad Michael Murray - Brad Radwell[7]
- Julia Duffy - Bunny Radwell[8]
- Alan Thicke - Tad Radwell[8]

## Afleveringen
| Seizoen | Aflevering | Titel                 | Regisseur         | Schrijver(s)                             | Datum uitzending  | Datum uitzending |
| ------- | ---------- | --------------------- | ----------------- | ---------------------------------------- | ----------------- | ---------------- |
| 1       | 1          | Pilot                 | Ryan Murphy       | Ryan Murphy, Brad Falchuk en Ian Brennan | 22 september 2015 | 15 december 2015 |
| 1       | 2          | Hell Week             | Brad Falchuk      | Ryan Murphy, Brad Falchuk en Ian Brennan | 22 september 2015 | 22 december 2015 |
| 1       | 3          | Chainsaw              | Ian Brennan       | Ian Brennan                              | 29 september 2015 | 29 december 2015 |
| 1       | 4          | Haunted House         | Bradley Buecker   | Brad Falchuk                             | 6 oktober 2015    | 5 januari 2016   |
| 1       | 5          | Pumpkin Patch         | Brad Falchuk      | Brad Falchuk                             | 13 oktober 2015   | 12 januari 2016  |
| 1       | 6          | Seven Minutes in Hell | Michael Uppendahl | Ryan Murphy                              | 20 oktober 2015   |                  |
| 1       | 7          | Beware of Young Girls | Barbara Brown     | Ryan Murphy                              | 3 november 2015   |                  |
| 1       | 8          | Mommie Dearest        | Michael Uppendahl | Ian Brennan                              | 10 november 2015  |                  |
| 1       | 9          | Ghost Stories         | Michael Uppendahl | Ryan Murphy                              | 17 november 2015  |                  |
| 1       | 10         | Thanksgiving          | Michael Lehmann   | Brad Falchuk                             | 24 november 2015  |                  |
| 1       | 11         | Black Friday          | Barbara Brown     | Ian Brennan                              | 1 december 2015   |                  |
| 1       | 12         | Dorkus                | Bradley Buecker   | Ryan Murphy, Brad Falchuk & Ian Brennan  | 8 december 2015   |                  |
| 1       | 13         | The Final Girl(s)     | Brad Falchuk      | Ryan Murphy, Brad Falchuk & Ian Brennan  | 8 december 2015   |                  |
| 2       | 1          | Scream Again          |                   |                                          | 21 september 2016 |                  |
| 2       | 2          | Warts and All         |                   |                                          | 28 september 2016 |                  |
| 2       | 3          | Handidates            |                   |                                          | 12 oktober 2016   |                  |